# خانه موسوی (قائن)
خانه موسوی مربوط به دوره پهلوی اول است و در استان خراسان جنوبی شهر قائن واقع شده است. این بنا در تاریخ ۱۰ دی ۱۳۸۱ با شمارهٔ ثبت ۶۷۳۲ به‌عنوان یکی از آثار ملی ایران به ثبت رسیده است.